# Kazuhiro Furuhashi
Kazuhiro Furuhashi (古橋 一浩, Furuhashi Kazuhiro) est un réalisateur d'animation japonais né le 9 juin 1960 à Hamamatsu, dans la préfecture de Shizuoka.
Il est reconnu comme l'un des plus éminents réalisateurs d'animation japonais[réf. nécessaire] pour avoir réalisé l'ensemble de la série Rurouni Kenshin, Zipang, la série You're under arrest, GetBackers, Hunter × Hunter, Le Chevalier d'Eon, Real Drive et plus récemment Mobile suit Gundam Unicorn.

## Biographie
Kazuhiro Furuhashi est né le 9 juin 1960 à Hamamatsu, dans la préfecture de Shizuoka.

### Carrière
Il a commencé sa carrière en tant qu'animateur avec l'adaptation en anime des travaux de Rumiko Takahashi avec Urusei Yatsura puis, en intégrant le Studio Deen, Ranma ½. Il a réalisé l'ensemble de la série Rurouni Kenshin (la série originale ainsi que les OVA).
Furuhashi est reconnu pour ses mises en scène réalistes,, et à la première personne ; il a obtenu une bonne réputation en tant que réalisateur.

## Carrière

### Anime à la télévision
- 1981 – 1986 : Urusei Yatsura (chef-animateur)
- 1986 – 1988 : Maison Ikkoku (animateur clé)
- 1988 : F (animateur clé)
- 1989 : Ranma ½ (first series and nettō-hen) (storyboards, réalisateur d'épisode)
- 1992 : Battle Fighters: Garō Densetsu (storyboards, réalisateur d'épisode)
- 1993 : Battle Fighters: Garō Densetsu 2 (chef-animateur, réalisateur d'épisode)
- 1994 : Super Zugan (ending animation)
- 1995 – 1996 : Kuma no Pūtarō (storyboards)
- 1996 – 1998 : Rurouni Kenshin (chef-animateur, storyboards, réalisateur d'épisode)
- 1996 – 1997 : You're Under Arrest (chef-animateur)
- 1999 – 2001 : Hunter × Hunter (chef-animateur)
- 2002 – 2003 : GetBackers: Dakkan'ya (chef-animateur, storyboards) - direction assistance by Keitarō Motonaga
- 2004 : Gunslinger Girl (storyboards de l’épisode 12)
- 2004 : Genshiken (storyboards de l’épisodes 2 and 4)
- 2004 : Maria-sama ga Miteru (storyboards)
- 2004 : Maria-sama ga Miteru ~Haru~ (storyboards, réalisateur d'épisode)
- 2004 : Kyō Kara Maō! (animateur clé de l’épisode 2)
- 2004 – 2005 : Zipang (chef-animateur, screenplay)
- 2005 – 2006 : Noein: Mō Hitori no Kimi e (storyboards de l’épisode 12)
- 2006 : Binchō-tan (2006; chef-animateur, series composition, screenplay, storbyoards, épisode chef-animateur, storyboards et réalisateur de l’opening et de l’ending)
- 2006 – 2007 : Le Chevalier D'Eon (chef-animateur, storyboards, réalisateur d'épisode)
- 2007 : Mo No No Ke (storyboards)
- 2007 : Darker than Black: Kuro no Keiyakusha (storyboards du second opening)
- 2007 : Higurashi no Naku Koro ni Kai (storyboards del’épisode 13)
- 2008 : Real Drive (chef-animateur, storyboards, réalisateur d'épisode, OP direction)
- 2008 : Amatsuki (chef-animateur, series composition, screenplay, storyboards de l’épisode 1, animateur clé de l’épisode 13)
- 2009 : Kimi ni Todoke (storyboard de l’épisode 6)
- 2016 : Mobile Suit Gundam Unicorn RE:0096 (chef-animateur)
- 2017 : Altair: A Record of Battles (chef-animateur)
- 2017 : Neo Yokio (chef-animateur)
- 2019 : Dororo (réalisateur)
- 2022 : SPY x FAMILY (réalisateur)[3]

### OVA
- 1990 : Chōjin Locke: Lord Reon (storyboards)
- 1990 : Ranma ½: Nettō Utagassen (réalisateur)
- 1992 : Ranma ½: Kessen Tōgenkyō!Hanayome wo Torimodose!! (réalisateur)
- 1994 – 1995 : Taiho Shichauzo (réalisateur, storyboards, réalisateur d’épisode)
- 1999 : Rurouni Kenshin: Meiji Kenkyaku Rōmantan: Tsuioku-hen (réalisateur)
- 2000 : Reinō Tantei Miko (réalisateur, storyboards)
- 2001 : Rurouni Kenshin: Meiji Kenkyaku Rōmantan: Seisō-hen (réalisateur)
- 2010 - 2014 : Mobile Suit Gundam Unicorn (réalisateur)
- 2011 - 2012 :Rurouni Kenshin: Shin Kyoto Hen (réalisateur)

### Jeux
- 2004 : Tales of Rebirth (director, storyboards and direction of game OP movie)
- 2005 : Tales of the Abyss (director and storyboards of game OP movie)

## Sources
- (en) Cet article est partiellement ou en totalité issu de l’article de Wikipédia en anglais intitulé « Kazuhiro Furuhashi » (voir la liste des auteurs).